# Waltershagen
Waltershagen ist eine Ortslage des Stadtteils Eimbeckhausen der Stadt Bad Münder am Deister im Landkreis Hameln-Pyrmont in Niedersachsen.

## Geographie

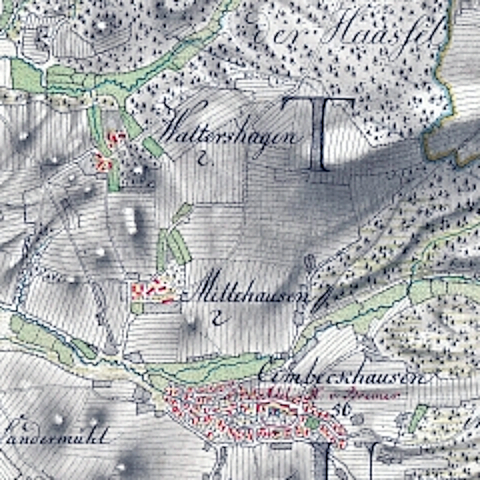
Waltershagen in der Kurhannoverschen Landesaufnahme, 1781

Waltershagen liegt etwa zwei Kilometer nordwestlich von Eimbeckhausen am Rand des Deisters. Der nördlich der Ortslage im Naturschutzgebiet Walterbachtal fließende Waltershagener Bach markiert die Grenze des Landkreises Hameln-Pyrmont zum Landkreis Schaumburg.
Einige hundert Meter westlich von  Waltershagen verlief die alte Poststraße von Lauenau über Eimbeckhausen nach Münder, dem späteren Bad Münder.
Eine Stichstraße verbindet Waltershagen mit Eimbeckhausen. Ein Wanderweg durch den Wald entlang des Walterbachtals führt nach Nienstedt.

## Geschichte
Das Gründungsdatum der Ortschaft Waltershagen ist nicht bekannt.
Der Waltershagener Bach hieß etwa bis zum Jahr 1700 Wassinghausener Bach. Möglicherweise ist der Ort ein Überrest des nördlich des Bachs am Kappenberg gelegenen, zur Wüstung gewordenen Ortes Wassinghausen. 
Das Dorf Wassinghausen oder auch Wertsighusen war erstmals 1303 erwähnt worden, entstand aber wahrscheinlich zwischen 800 und 1200 als Rodungssiedlung. Im Jahr 1506 wurde es urkundlich als verlassener Ort genannt.
Laut alter Verkoppelungskarten bestand Waltershagen aus den beiden erhaltenen Einzelgehöften am Westrand des Hassels. Außerdem gab es den etwa 300 m entfernten Mühlenhof am Waltershagener Bach. Dort liegen heute einige Fischteiche.
In Waltershagen gab es bis 1854 außer einer Brücke über den Waltershagener Bach keine befestigten Straßen.
Waltershagen war eingepfarrt nach Eimbeckhausen. Dort war auch die Schule.
Während der preußischen Landreform 1928 wurde Waltershagen an Eimbeckhausen angegliedert. Dieser Ort wurde 1973 zu einem Stadtteil von Bad Münder.
Waltershagen gehörte bis 1885 dem Amt Springe und danach dem Landkreis Springe an.
Bei der Auflösung des Landkreises Springe im Jahr 1974 wurde Bad Münder mit seinen Ortsteilen in den Landkreis Hameln-Pyrmont eingegliedert. Die nördlich des Waltershagener Bachs angrenzende Wassinghausener Flur wurde dem Landkreis Schaumburg zugeordnet.

## Einwohnerentwicklung
| Jahr             | 1812   | 1848      | 1910     |
| ---------------- | ------ | --------- | -------- |
| Waltershagen ist | Weiler | Ortschaft | Gemeinde |
| Einwohner        | 22     | 28        | 17       |